# Ellen Rozanne Elder
Ellen Rozanne Elder (* 21. Mai 1940) ist eine US-amerikanische Historikerin.

## Leben
Sie erwarb 1964 in Kalamazoo den MA und an der University of Toronto 1973 den PhD. Sie lehrte als Professorin für Geschichte an der Western Michigan University.
Ihre Interessen sind mittelalterliche Geistesgeschichte und Klosterstudien.

## Schriften (Auswahl)
- The image of invisible God. The evolving Christology of William of Saint Thierry. Toronto 1972, OCLC 224204034.
- als Herausgeberin: Benedictus, studies in honor of St Benedict of Nursia. Kalamazoo 1981, ISBN 0-87907-867-7.
- als Herausgeberin: Cistercians in the late Middle Ages. Kalamazoo 1981, ISBN 0-87907-865-0.
- als Herausgeberin: The joy of learning and the love of God. Studies in honor of Jean Leclercq. Kalamazoo 1995, ISBN 0-87907-560-0.